# District de Wenjiang
Le district de Wenjiang (温江区 ; pinyin : Wēnjiāng Qū) est une subdivision administrative de la province du Sichuan en Chine. Il est placé sous la juridiction de la ville sous-provinciale de Chengdu.

## Démographie
La population du district était de 305 185 habitants en 1999.